# Літературна премія фундації Івана Багряного
Літературна премія ім. Івана Багряного — щорічна міжнародна премія заснована з 1996 року, яка надається Фундацією імені Івана Багряного за літературні твори українською мовою, наукові дослідження за визначний внесок у розбудову державної незалежності України та консолідацію суспільства.
Премія надається за літературні твори українською мовою не залежно від проживання автора враховуючи високу мистецьку якість у поєднанні з внеском автора у розбудову української державності та консолідації суспільства. Премія надається за рекомендацією журі. Висувати претендентів на премію можуть члени журі, а також інституції та окремі особи.

## Лауреати
- Іван Дзюба (1996)
- Олександр Шугай (1998)
- Анатолій Погрібний (2002)
- Михайло Слабошпицький (2007)
- Олег Романчук (2008)
- Ніна Саєнко (2009)
- Олексій Коновалов (2010)
- Галина Воскобійник (2010)
- Сергій Козак (2011)
- Володимир Проценко (2013)
- Павло Гриценко (2017)
- Микола Жулинський (2019).